# Kastenturm (Augsburg)

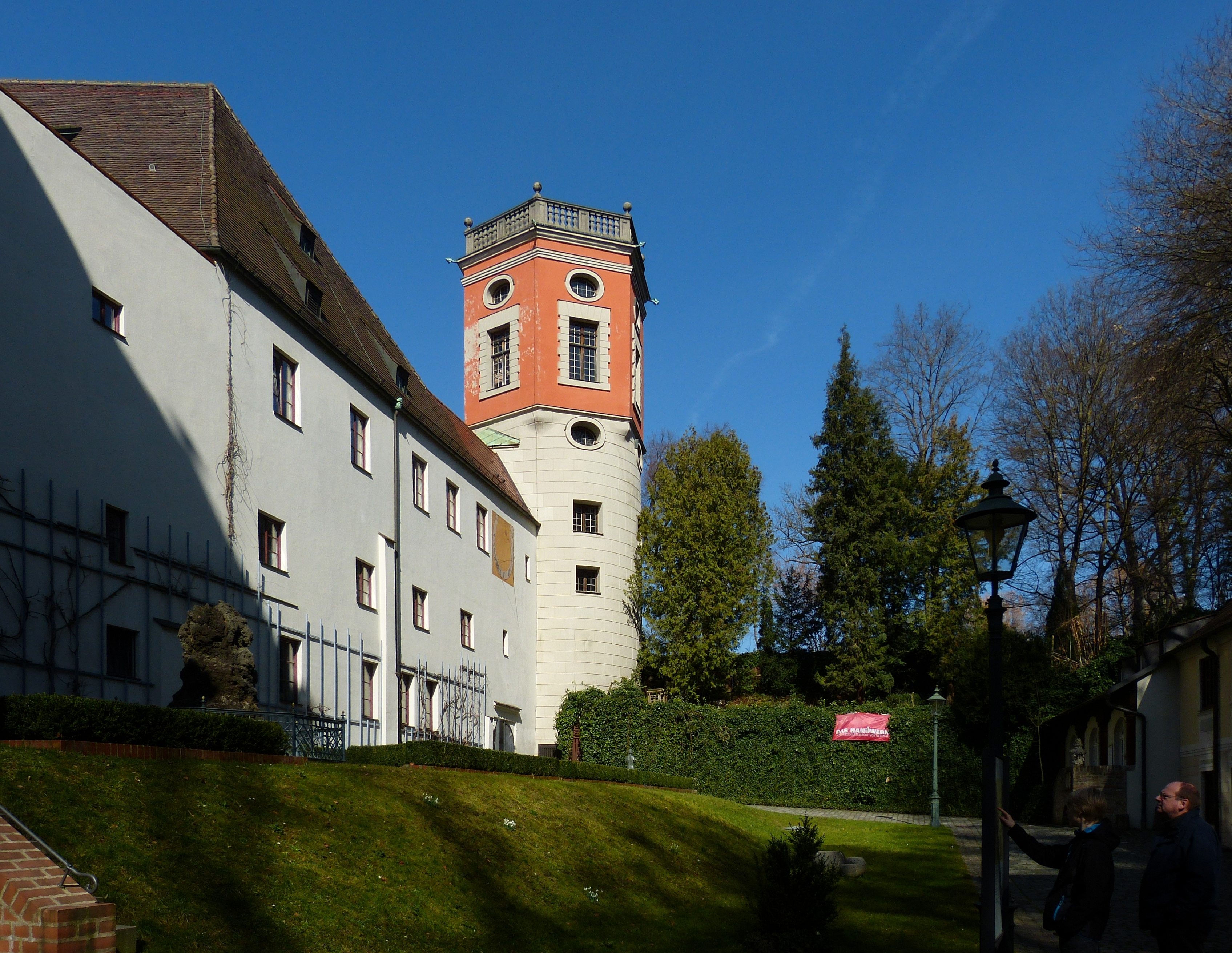
Blick vom Handwerkerhof auf den Kastenturm

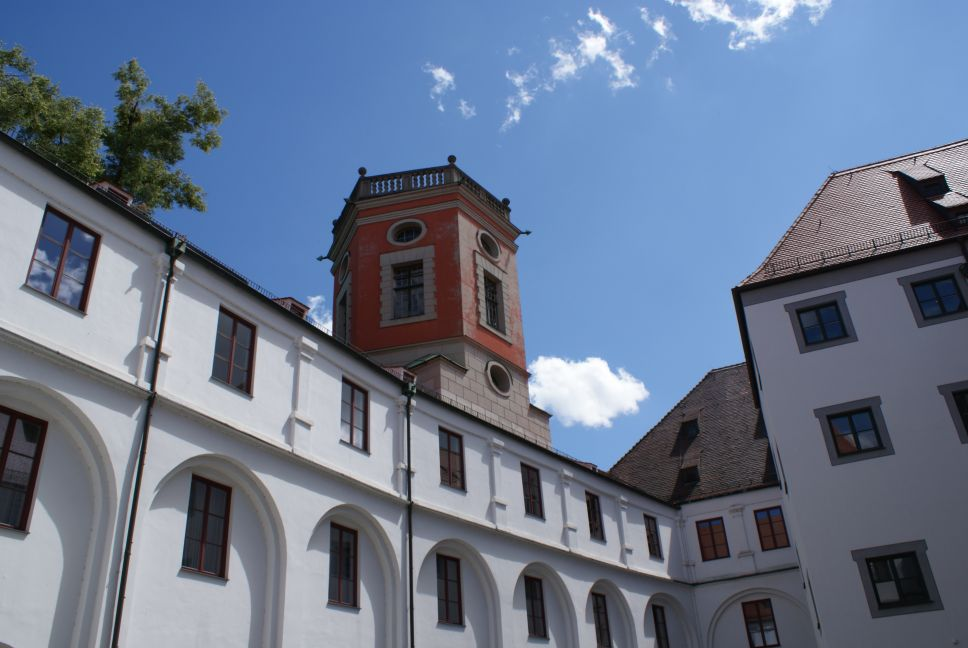
Blick vom Hof des Heilig-Geist-Spitals auf den Kastenturm

Der Kastenturm, auch Spitalturm genannt, ist ein Wasserturm in Augsburg und ein Denkmal von Augsburgs historischer Wasserwirtschaft. Er befindet sich beim Heilig-Geist-Spital, welches an das Wasserwerk am Roten Tor angrenzt.
Der Wasserturm ist in seiner Basis ein spätmittelalterlicher Wehrturm, der 1599 von Jakob Eschay um zwei sechseckige Geschosse erhöht und zum Wasserturm umgebaut wurde. Sein Dachabschluss ist seit 1703 mit einer steinernen Balustrade umgeben.

## Die doppelläufige Wendeltreppe
Im sechsten Geschoss des Kastenturms baute der Augsburger Brunnenmeister Caspar Walter eine ungewöhnliche, massivhölzerne quaderförmige doppelläufige Wendeltreppe ein, die er selbst gezimmert hat. Sie trägt seine Initialen M C W und die Jahreszahl 1742. Die Mittelsäule der Wendeltreppe hat eine durch ihr Zentrum gehende spiralige Schlitzaussparung, die es erlaubt, dass zwei Personen, die gleichzeitig auf den beiden Teilen der doppelläufigen Wendeltreppe diese hinaufschreiten, sich währenddessen an der Hand fassen können. Das obere Ende dieser Säule ist mit einer Zirbelnuss geschmückt.
Da es keine praktische Notwendigkeit für eine doppelläufige Wendeltreppe gab, nimmt man an, dass sie ein Vorzeigewerk des Brunnenmeisters war, mit dem er seine Ingenieurskunst demonstrierte. Die Wendeltreppe befindet sich noch heute im Kastenturm.

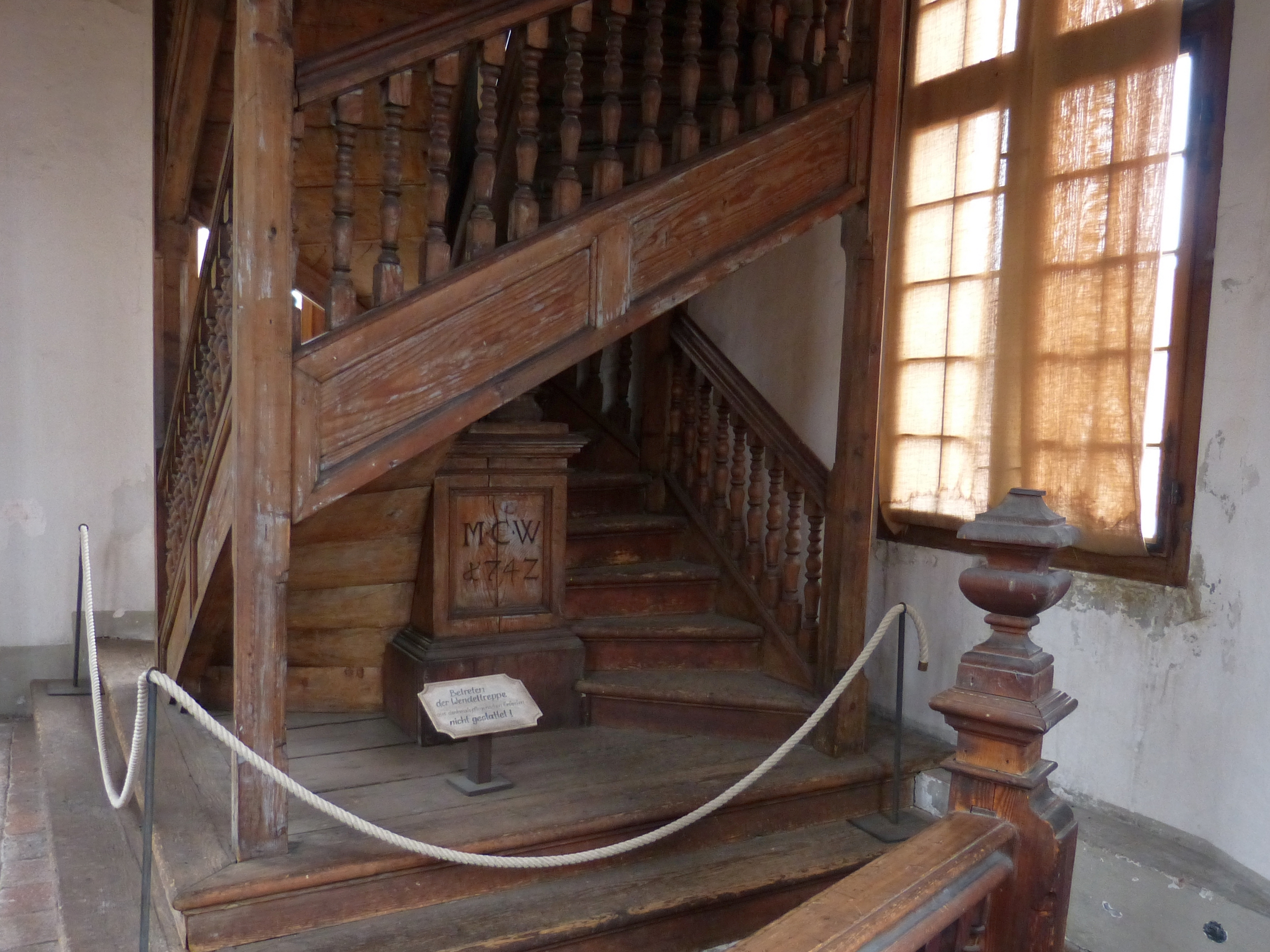
Der Einstieg in die doppelläufige Wendeltreppe
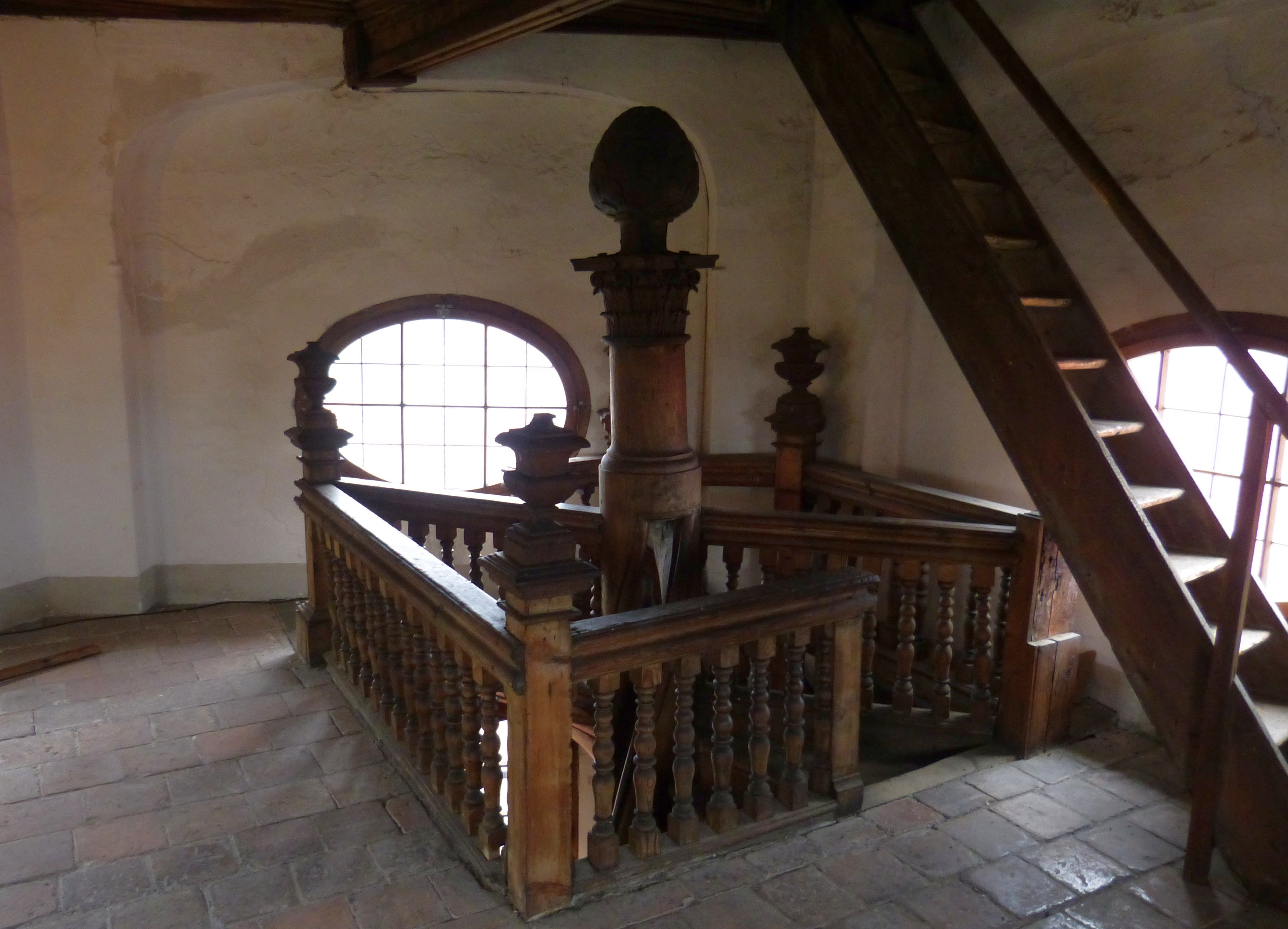
Das obere Ende der doppelläufigen Wendeltreppe

## Das Wasserbecken

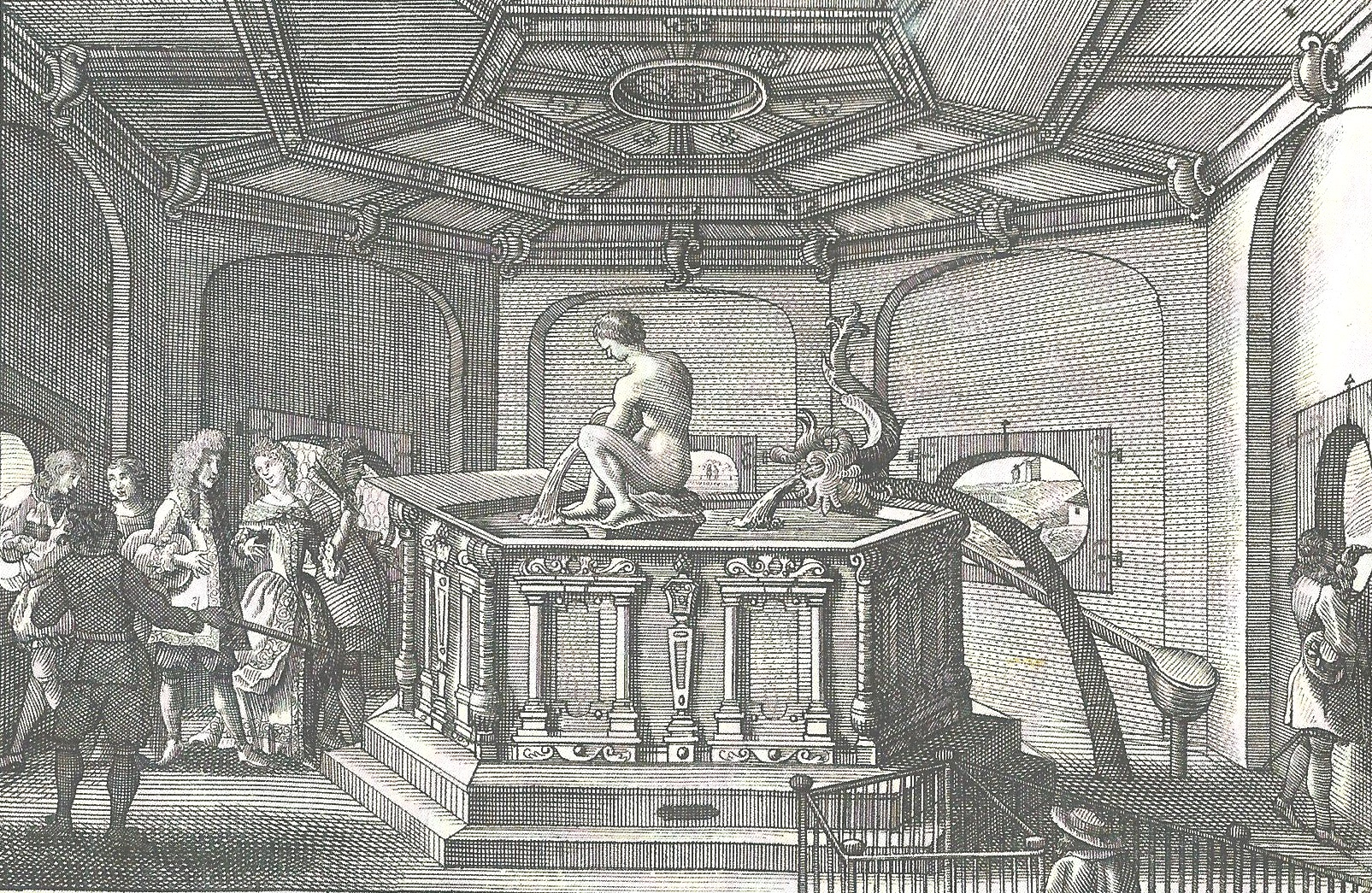
Das Wasserbecken im obersten Stockwerk des Kastenturms (Kupferstich von Simon Grimm um 1680)

Im obersten, siebten Geschoss mit den querovalen Fenstern befand sich das Wasserbecken des Turms. Es wurde als ein sechseckiges, mit Zieraedikulen geschmücktes Bassin gefertigt, welches sich in den sechseckigen Querschnitt des Turmes harmonisch einfügte.
Dieses Becken existiert heute nicht mehr.

## Der Brunnenjüngling

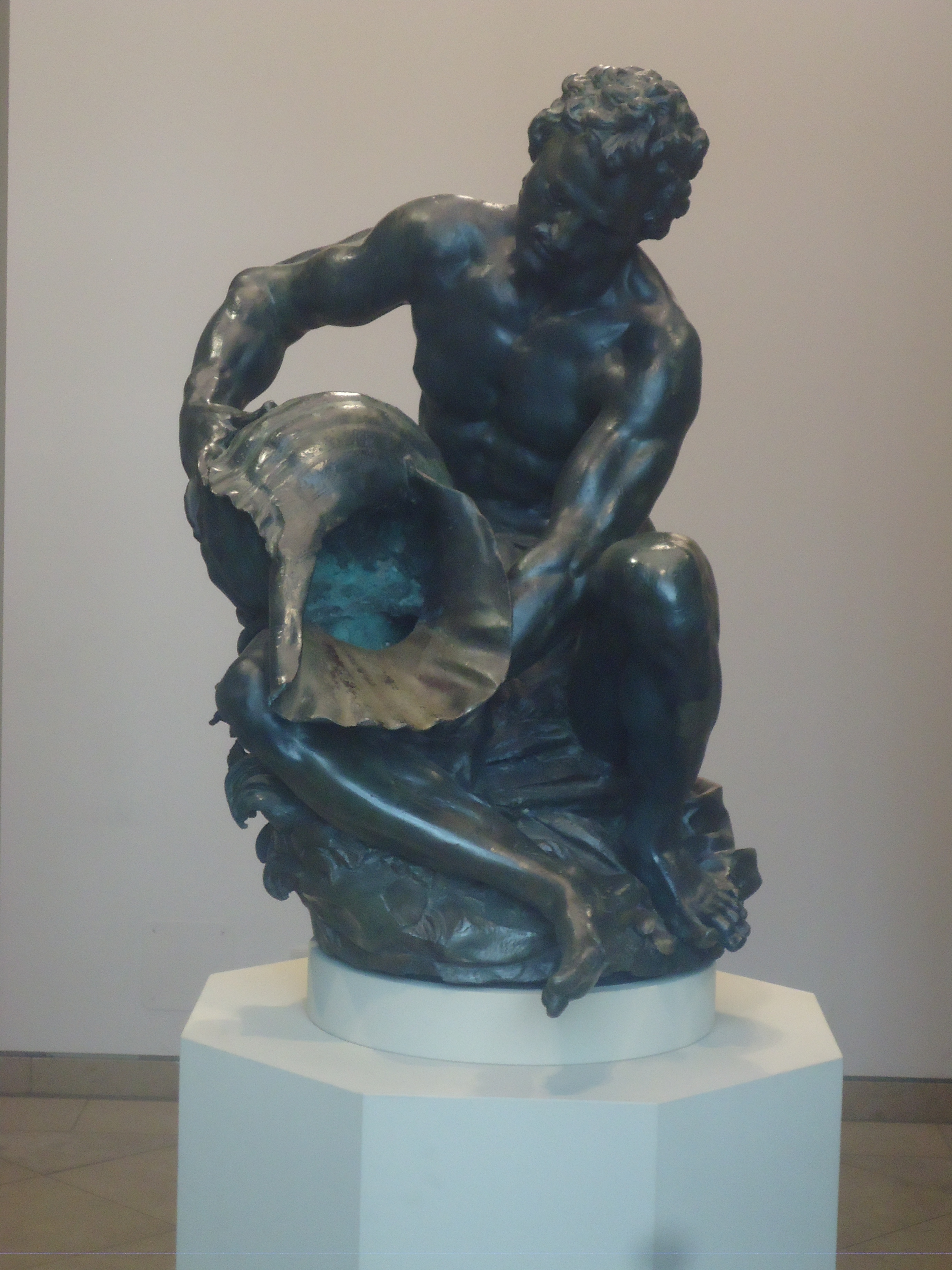
Der Brunnenjüngling

Der Kastenturm wurde über seine reine Funktionalität weit hinaus künstlerisch ausgestaltet. Die Mitte des Wasserbeckens zierte ursprünglich die von Adriaen de Vries 1601 geschaffene spätmanieristische Figur des Brunnenjünglings, gegossen von Wolfgang Neidhardt, eine sogenannte „Stöpselfigur“. Der 63 cm hohe nackte Jüngling mit Schnurrbart sitzt auf einem mit Gras und Blumen bewachsenen Stein und gießt aus dem Haus einer großen Meeresschnecke einen beständigen Strom von Wasser in das Becken.
Das Wasser dieses Beckens speiste dann über Rohrleitungen mit dem notwendigen Druck die drei Augsburger Prachtbrunnen. Augsburg schmückte den Kastenturm derartig aufwändig, da hochrangige Besucher der Stadt, etwa Kardinäle, Fürsten, Herzöge und Gelehrte, die Wasserkunst zu sehen wünschten, die damals der ganze Stolz der freien Reichsstadt war.
Der Brunnenjüngling war nachweislich von 1602 bis 1741 im Kastenturm installiert. Caspar Walter ließ ihn 1741 oder 1746, vermutlich im Zuge einer Generalsanierung des Kastenturms, aus dem Turm entfernen und ersetzte ihn durch einen schlichteren Auslaufhahn. Der Brunnenjüngling diente dann als Bestandteil eines Springbrunnens im Brunnenmeisterhof, bis er 1894 in das Maximilianmuseum verbracht wurde, wo er sich noch heute befindet und besichtigt werden kann. Ursprünglich von goldener Farbe, hat die Bronzefigur heute eine graugrüne Patina.